# AGM-69 SRAM

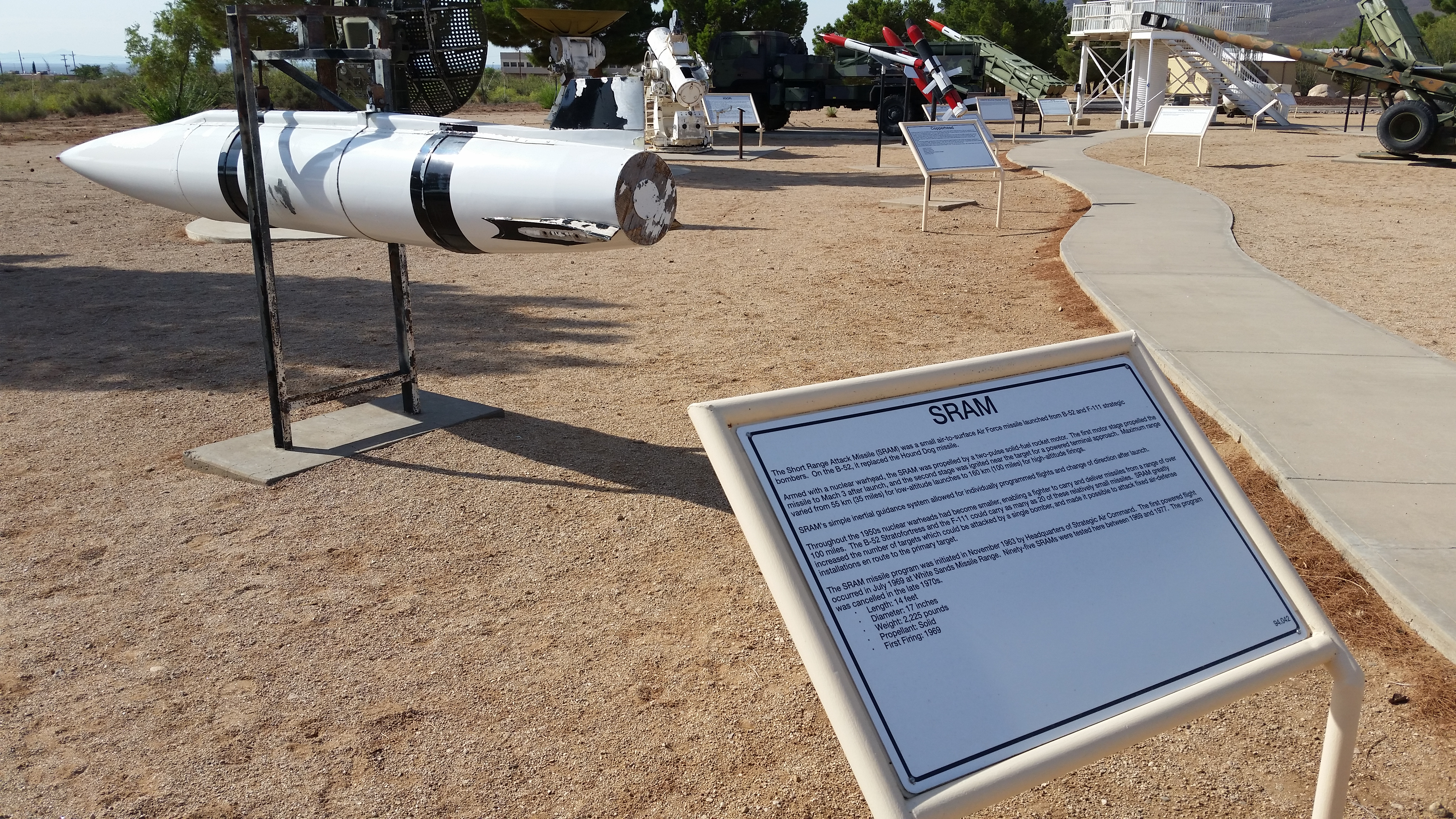
Tên lửa SRAM trưng bày tại bãi thử nghiệm White Sand

Tên lửa Boeing AGM-69 SRAM là một loại tên lửa không đối đất mang đầu đạn hạt nhân. Với tầm bắn 50 dặm, nó giúp các máy bay ném bom chiến thuật của không quân Mỹ thâm nhập vào không phận Liên Xô bằng cách vô hiệu hóa hệ thống phòng không của Liên Xô từ một khoảng cách an toàn.
SRAM ra đời nhằm thay thế cho loại tên lửa AGM-28 Hound Dog. Hound Dog là một tên lửa rất lớn và chỉ có thể trang bị theo cặp trên máy bay B-52. Trong tác chiến một số máy bay chiến đấu được giao nhiệm vụ vô hiệu hóa hệ thống tên lửa phòng không và radar của Liên Xô trong khi những chiếc máy bay khác sẽ phóng tên lửa tấn công các mục tiêu chiến lược. SRAM là loại tên lửa bé hơn nhiều so với AGM-28 nên máy bay ném bom có thể mang được nhiều tên lửa hơn, cho phép máy bay ném bom có thể tự tấn công hệ thống phòng không lẫn mục tiêu chiến lược.
SRAM bắt đầu được sử dụng từ năm 1972 và được trang bị trên nhiều loại máy bay ném bom hạng nặng, bao gồm cả B-52, FB-111A, và B-1B.
Vào năm 1993, SRAM được thay thế bởi tên lửa AGM-86 cũng được mang bởi máy bay ném bom hạng nặng, nhưng có tầm bắn xa hơn.

## Lịch sử
Bối cảnh phát triển tên lửa đối đất tầm trung chống lại hệ thống phòng không là từ giữa những năm 1950. Vào thời gian này, Liên Xô giới thiệu loại tên lửa phòng không SA-2, đe dọa trực tiếp đến các phi đội máy bay ném bom chiến thuật của không quân Mỹ. Để đáp lại hệ thống phòng không của Liên Xô, Mỹ đã phát triển tên lửa không đối đất GAM-67 Crossbow, được thử nghiệm lần đầu vào năm 1956. Tuy nhiên, tốc độ dưới âm của tên lửa là không đủ. Loại tên lửa siêu âm mới được phát triển, được đặt tên là Longbow, nhưng ngay sau đó chương trình phát triển cũng bị hủy bỏ.
Cuối cùng, Mỹ phát triển loại tên lửa AGM-28 Hound Dog cỡ lớn, có khả năng bay siêu âm. Tên lửa Hound Dog ra đời đã giải quyết 2 nhiệm vụ, tấn công khu vực phòng thủ hoặc được sử dụng như một loại vũ khí tấn công từ xa, dùng để tấn công các mục tiêu chiến lược nhờ vậy mà máy bay ném bom không cần bay vào khu vực nguy hiểm. Tuy nhiên,  Hound Dog có cỡ quá lớn nên mỗi máy bay B-52 chỉ có thể mang được 2 quả, và khi đó máy bay không thể mang thêm các loại vũ khí khác.

### AGM-69A SRAM
Yêu cầu đối với loại vũ khí này được Bộ Tư lệnh Không quân Chiến lược đưa ra vào năm 1964 và kết quả là hợp đồng AGM-69A SRAM đã được trao cho Boeing vào năm 1966. Sau sự chậm trễ và lỗi kỹ thuật trong quá trình thử nghiệm, nó được đặt hàng sản xuất toàn bộ vào năm 1971 và đi vào hoạt động vào tháng 8 năm 1972. Nó được chở bởi B-52, FB-111A, và trong một thời gian rất ngắn bắt đầu từ năm 1986, bởi B-1Bs có trụ sở tại Dyess AFB ở Texas. SRAM cũng được vận chuyển bởi những chiếc B-1B đóng tại Ellsworth AFB ở South Dakota, Grand Forks AFB ở North Dakota , và McConnell AFB ở Kansas cho đến cuối năm 1993. SRAM có hệ thống dẫn đường quán tính cũng như máy đo độ cao radar cho phép phóng tên lửa theo đường bay bán đạn đạo hoặc theo địa hình. SRAM cũng có khả năng thực hiện một "cơ động chính" trong suốt chuyến bay của nó, giúp tên lửa có khả năng đảo ngược hướng đi và tấn công các mục tiêu phía sau nó, đôi khi được gọi là một vụ phóng "qua vai". Tên lửa có có thể xảy ra lỗi vòng tròn (CEP) vào khoảng 1.400 foot (430 m) và tầm bắn tối đa là 110 hải lý (200 km). SRAM mang đầu đạn W69 với đương lượng ước tính là 170 đến 200 kilô tấn TNT (710 đến 840 TJ). Tên lửa SRAM được bọc hoàn toàn bằng 1 in (2,5 cm) cao su mềm, được sử dụng để hấp thụ năng lượng radar và tản nhiệt trong quá trình bay. Ba vây ở đuôi được làm bằng vật liệu phenolic, cũng được thiết kế để giảm thiểu bất kỳ năng lượng radar phản xạ nào. Tất cả các thiết bị điện tử, hệ thống dây điện và một số thiết bị an toàn được đặt dọc theo đỉnh tên lửa, bên trong một mương nước. Trên máy bay B-52 SRAM được chở bên ngoài trên hai giá treo ở cánh (sáu tên lửa trên mỗi trụ) và bên trong trên một bệ phóng quay tám vòng gắn trong khoang chứa bom; tải trọng tối đa là 20 tên lửa. Sức chứa của B-1B là tám tên lửa trên tối đa ba bệ phóng quay (một trong mỗi ba khoang chứa của nó) cho khả năng tải tối đa là 24 tên lửa, tất cả đều ở bên trong. FB-111A nhỏ hơn có thể mang hai tên lửa bên trong và bốn tên lửa nữa dưới cánh xoay của máy bay. Các tên lửa gắn bên ngoài yêu cầu bổ sung một phần đuôi để giảm lực cản khí động học trong quá trình bay siêu âm của máy bay. Khi động cơ tên lửa đánh lửa, phần đuôi tên lửa bị thổi bay bởi ống xả. Khoảng 1.500 tên lửa đã được chế tạo với chi phí khoảng $ 592.000 mỗi tên lửa vào thời điểm kết thúc sản xuất vào năm 1975. Công ty Boeing đã ký hợp đồng phụ với Công ty động cơ Lockheed để sản xuất động cơ, sau đó đóng khi kết thúc chương trình SRAM.

### AGM-69B SRAM
Một AGM-69B SRAMnâng cấp được đề xuất vào cuối những năm 1970, với một động cơ nâng cấp được chế tạo bởi Thiokol và W80 đầu đạn, nhưng nó đã bị Tổng thống Jimmy Carter hủy bỏ (cùng với chương trình B-1A) vào năm 1978. Nhiều kế hoạch khác nhau về hướng dẫn thay thế các kế hoạch, bao gồm một chống radar để sử dụng chống lại các hệ thống phòng không và thậm chí là một phiên bản tên lửa không đối không khả thi, cũng chẳng ra gì.

### Những năm 1990
Vào tháng 6 năm 1990, Bộ trưởng Quốc phòng Dick Cheney đã ra lệnh tháo tên lửa khỏi máy bay ném bom trong tình trạng cảnh báo trong khi chờ điều tra an toàn. Một thập kỷ trước vào tháng 9 năm 1980, một chiếc B-52H ở trạng thái cảnh báo tại Grand Forks AFB ở đông bắc Bắc Dakota đã trải qua một đám cháy cánh đã cháy trong ba giờ, được thổi bởi gió buổi tối 26 mph (42 km/h). Hướng gió song song với thân máy bay, có khả năng có SRAM trong vịnh chính. Tám năm sau, chuyên gia vũ khí Roger Batzel đã làm chứng cho một Hoa Kỳ đã đóng cửa. Thượng viện nghe nói rằng sự thay đổi hướng gió có thể dẫn đến một vụ nổ thông thường và sự phân tán rộng rãi của plutonium phóng xạ. AGM-69A đã được cho nghỉ hưu vào năm 1993 do lo ngại ngày càng tăng về sự an toàn của đầu đạn và động cơ tên lửa của nó. Có những lo ngại nghiêm trọng về động cơ tên lửa rắn, khi một số động cơ bị nứt động cơ đẩy, được cho là xảy ra do chu kỳ nóng / lạnh năm này qua năm khác. Các vết nứt trong thuốc phóng có thể gây ra hỏng hóc nghiêm trọng sau khi bắt lửa.

## Thông số kỹ thuật
- Chiều dài: 15 ft 10 in (4,83 m) có đuôi, 14 ft 0 in (4,27 m) không có đuôi
- Đường kính: 18 in (0,46 m). *  'Sải cánh' : 2 ft 6 in (0,76 m).
- Khối lượng khởi chạy: 2.230 lb (1.010 kg). *  'Tốc độ tối đa' : Mach 3,5 *  'Phạm vi tối đa' : 35–105 dặm (56–169 km) tùy thuộc vào hồ sơ chuyến bay
- Powerplant: 1 × Lockheed SR75-LP-1 động cơ tên lửa nhiên liệu rắn hai giai đoạn
- Hướng dẫn: General Precision / Kearfott KT-76 IMU và máy đo độ cao radar Stewart-Warner *  'CEP' : 1.400 ft (430 m)
- Đầu đạn: W69 nhiệt hạch 170 đến 200 kilô tấn TNT (710 đến 840 TJ) [4]